# Ананіашвілі Ніна Гедаванівна

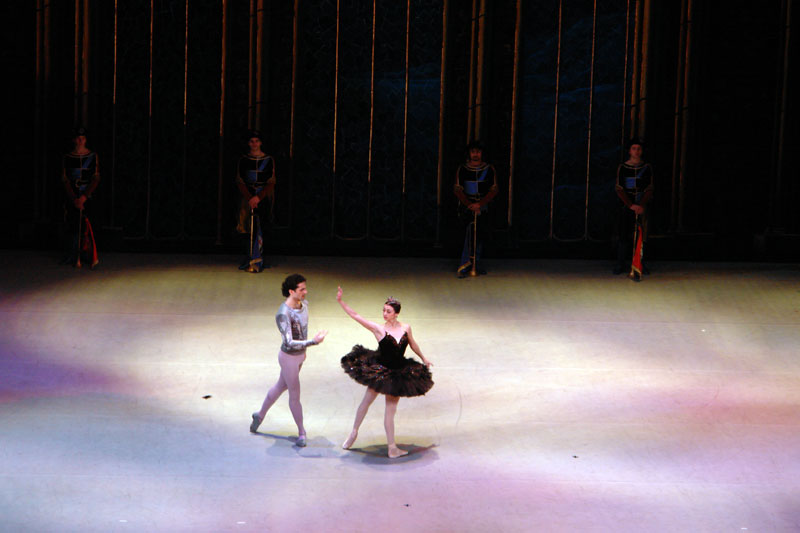
Ніна Ананіашвілі в "Лебединому озері "

Ананіашвілі Ніна Гедаванівна (груз. ნინო ანანიაშვილი; 19 березня 1963, Тбілісі) — грузинська та російська балерина, народна артистка Грузинської РСР (1989), народна артистка Росії (1995).

## Біографія
В дитинстві займалася фігурним катанням, потім перейшла на хореографію. З 1976 — у Московському хореографічному інституті, вчилася у Наталії Золотової. У 1980 році перемогла на конкурсі молодих танцюристів у Варні, в 1981 році отримала гран-прі в Москві. В балетній трупі Великого театру з 1981 року. З 1986 роки виступала (зазвичай разом з Андрісом Лієпою) з гастролями по всьому світу.
З 2004 року — художній керівник Грузинського театру опери та балету ім. З. П. Паліашвілі. З 1988 року вийшла заміж за дипломата Грігола Вашадзе, має двох дітей. У 2006 стала хрещеною матір'ю сина Михайла Саакашвілі.
Індивідуальний образ Ніні Ананіашвілі створив російський стиліст українського походження Олександр Шевчук.

## Нагороди
- Народна артистка Грузинської РСР (1989)
- Народна артистка Російської Федерації (17 березня 1995) — за великі заслуги в галузі мистецтва[2]
- Орден «За заслуги перед Вітчизною» IV ступеня (22 березня 2001) — за великий внесок у розвиток вітчизняного музично-театрального мистецтва[3]
- Орден Честі (Грузія)
- Президентський орден Сяйво (Грузія, 2010)[4]